# Prins Carl Oscar af Sverige
Prins Carl Oscar af Sverige, Hertug af Södermanland (svensk: Carl Oscar Wilhelm Fredrik; født 14. december 1852 i Stockholm, død 13. marts 1854 i Stockholm) var en svensk og norsk prins. Han var det andet barn og den eneste søn af kronprins Carl (senere Karl 15.) af Sverige-Norge og dennes gemalinde Louise af Nederlandene (senere dronning af Sverige-Norge). Han bar titlen hertug af Södermanland
I sin korte levetid var Carl Oscar nummer to i den svenske og norske tronfølge, hvor han var placeret efter sin far.
I februar 1854 fik Carl Oscar mæslinger. Han blev fejlbehandlet, og der tilstødte lungebetændelse. Carl Oscar døde 15 måneder gammel, og hans farbror (den senere kong Oscar 2. af Sverige-Norge) overtog hans plads i tronfølgen.
Carl Oscar er begravet i Riddarholmskirken i Stockholm.